# Blastophaga inopinata
Blastophaga inopinata är en stekelart som beskrevs av Grandi 1926. Blastophaga inopinata ingår i släktet Blastophaga och familjen fikonsteklar. Inga underarter finns listade.